# Mbabane Highlanders Football Club
El Mbabane Highlanders es un equipo de fútbol de Suazilandia que juega en la Primera División de Suazilandia, la liga de fútbol más importante del país.

## Historia
Fue fundado en el año 1952 en la capital Mbabane y es el equipo más exitoso del país, ganando 12 títulos de liga y 8 torneos de copa.
Ha participado en más de 10 torneos de la CAF, pero nunca ha avanzado más allá de la primera ronda.

## Palmarés
- Primera División de Suazilandia: 13

1974, 1976, 1980, 1982, 1984, 1986, 1988, 1991, 1992, 1995, 1997, 2000, 2001.
- Copa de Suazilandia: 7

1983, 1985, 1990, 1997, 1999, 2009, 2010, 2012.
- Charity Cup de Suazilandia: 5

1998, 2007, 2008, 2010, 2019.
- Copa Trade Fair de Suazilandia: 1

1999.

## Participación en competiciones de la CAF
| Temporada | Torneo                            | Ronda      | Club                  | Casa  | Visita | Global      |
| --------- | --------------------------------- | ---------- | --------------------- | ----- | ------ | ----------- |
| 1977      | Copa Africana de Clubes Campeones | 1          | Simba SC              | w.o.1 | w.o.1  | w.o.1       |
| 1981      | Recopa Africana                   | 1          | Palmeiras da Beira    | w.o.1 | w.o.1  | w.o.1       |
| 1983      | Copa Africana de Clubes Campeones | Preliminar | Township Rollers      | 2-1   | 1-0    | 3-1         |
| 1983      | Copa Africana de Clubes Campeones | 1          | Nkana FC              | 0-1   | 2-2    | 2-3         |
| 1984      | Recopa Africana                   | 1          | Dinamo Fima           | 1-0   | 1-6    | 2-6         |
| 1985      | Copa Africana de Clubes Campeones | 1          | Black Rhinos FC       | 1-3   | 0-1    | 1-4         |
| 1987      | Copa Africana de Clubes Campeones | Preliminar | Cadets Club           | 2-1   | 2-3    | 4-4 (a)     |
| 1987      | Copa Africana de Clubes Campeones | 1          | Dynamos FC            | 1-2   | 1-6    | 2-8         |
| 1989      | Copa Africana de Clubes Campeones | Preliminar | Pan African FC        | 2-0   | w.o.2  | 2-0         |
| 1989      | Copa Africana de Clubes Campeones | 1          | Express FC            | 2-1   | 0-4    | 2-5         |
| 1993      | Copa Africana de Clubes Campeones | Preliminar | AS Sotema             | 0-1   | 0-2    | 0-3         |
| 1996      | Copa Africana de Clubes Campeones | Preliminar | Fobar                 | 2-1   | 0-0    | 2-1         |
| 1996      | Copa Africana de Clubes Campeones | 1          | Mufulira Wanderers FC | 0-1   | 0-3    | 0-4         |
| 2001      | Liga de Campeones de la CAF       | Preliminar | AS Marsouins          | 0-2   | 1-1    | 1-3         |
| 2010      | Copa Confederación de la CAF      | Preliminar | CAPS United           | 1-0   | 0-1    | 1-1 (7-8 p) |
| 2011      | Copa Confederación de la CAF      | Preliminar | Victors SC            | 1-1   | 1-1    | 2-2 (1-4 p) |
| 2013      | Copa Confederación de la CAF      | Preliminar | TCO Boeny             | 1-2   | 2-1    | 3-3 (3-5 p) |
| 2022/23   | Copa Confederación de la CAF      | 1          | Royal AM FC           | 0-0   | 0-2    | 0-2         |

1- Mbabane Highlanders abandonó el torneo.

2- Pan African FC abandonó el torneo antes de jugar el partido de vuelta.